# Campeonato Mundial de Hockey sobre Hielo Masculino de 2027
El XCI Campeonato Mundial de Hockey sobre Hielo Masculino se celebrará en Düsseldorf y Mannheim (Alemania) entre el 14 y el 30 de mayo de 2027 bajo la organización de la Federación Internacional de Hockey sobre Hielo (IIHF) y la Federación Alemana de Hockey sobre Hielo.

## Elección
Tres candidaturas fueron presentadas para albergar este campeonato: Alemania, Kazajistán y Noruega. Posteriormente, la candidatura de Noruega fue retirada, y el 26 de mayo de 2023 la IIHF anunció que la sede sería Alemania.

## Sedes
| Foto | Ciudad     | Instalación   | Capacidad |
| ---- | ---------- | ------------- | --------- |
|      | Düsseldorf | PSD Bank Dome | 13 284    |
|      | Mannheim   | SAP Arena     | 13 200    |